# 宮川健郎
宮川 健郎（みやかわ たけお、1955年〈昭和30年〉8月3日 - ）は、日本の児童文学研究者。武蔵野大学名誉教授、一般財団法人大阪国際児童文学振興財団理事長、日本児童文学学会元会長。日本ペンクラブ会員。

## 略歴
1955年8月3日、東京都北区生まれ。1974年、東京都立三田高等学校卒業。1978年、立教大学文学部日本文学科卒業。1978年から1979年まで立教大学聴講生。1981年、「宮沢賢治『風の又三郎』紀行――"二重の風景"への旅」で『日本児童文学』三百号記念論文佳作。1983年、立教大学大学院文学研究科日本文学専攻博士前期課程修了。日本児童文学・日本近現代文学・国語科教育を専攻した。
1983年6月から1988年10月まで宮城教育大学教育学部専任講師。1988年11月から1998年3月まで同学部助教授。1998年4月から2008年3月まで明星大学人文学部教育学科教授。2008年4月から2011年3月まで武蔵野大学文学部日本語・日本文学科教授。2011年4月から2016年3月まで同大学教育学部児童教育学科教授。2016年4月から2019年3月まで同大学文学部日本文学文化学科教授。2017年4月から2019年3月まで同学科長。2019年、定年まで2年を残して早期退職を選び、名誉教授となった。
また、2015年7月から一般財団法人大阪国際児童文学振興財団の理事長に就任している。
児童文学は、童心主義の上に成立すると主張する。母親が児童文学作家の宮川ひろであり、学生時代に雑誌『日本児童文学』別冊の編集アルバイトをしていた。

## 著書
- 『国語教育と現代児童文学のあいだ』日本書籍、1993年
- 『宮沢賢治、めまいの練習帳』久山社、1995年
- 『現代児童文学の語るもの』NHKブックス、1996年
- 『本をとおして子どもとつきあう―日ようびのおとうさんへ』日本標準、2004年
- 『子どもの本のはるなつあきふゆ』岩崎書店 2007
- 『みんなに知らせる』 (小学生のための文章レッスン) 藤原ヒロコ絵. 玉川大学出版部, 2012
- 『物語もっと深読み教室』岩波ジュニア新書、2013

### 共編著
- 『ズッコケ三人組の大研究─那須正幹研究読本Ⅰ-Ⅲ』（石井直人共編、ポプラ社、1990-2005）
- 『児童文学　新しい潮流』双文社出版 、1997年）
- 『新しい小学国語の創造 話す、聞く、書く、読む』伊藤隆司,中村哲也共著 双文社出版 2004.12
- 『児童文学研究、そして、その先へ』横川寿美子共編 久山社 2007.11
- 『名作童話を読む未明・賢治・南吉』春陽堂書店 2010
- 『「場所」から読み解く世界児童文学事典』藤田のぼる, 目黒強, 川端有子, 水間千恵共編著. 原書房, 2014
- 『近代童話作家資料選集』全7巻 編・解説. クレス出版, 2015
- 『えほんこどもにほんご学』全5巻 安部朋世共著, 田中六大絵. 岩崎書店, 2018.